# Friedrich Grützmacher
Friedrich Wilhelm Ludwig Grützmacher (ur. 1 marca 1832 w Dessau, zm. 23 lutego 1903 w Dreźnie) – niemiecki wiolonczelista.

## Życiorys
Podstawy edukacji muzycznej odebrał od ojca, następnie uczył się u Karla Drechslera (wiolonczela) i Friedricha Schneidera (teoria). W wieku 16 lat wyjechał do Lipska, gdzie swoją grą zachwycił Ferdinanda Davida, który załatwił mu angaż na stanowisko pierwszego wiolonczelisty Gewandhausorchester. Uczył także gry na wiolonczeli w konserwatorium lipskim. Od 1860 roku przebywał w Dreźnie, gdzie był instrumentalistą w orkiestrze nadwornej, a w 1864 roku otrzymał tytuł królewskiego wirtuoza kameralnego. Koncertował w krajach europejskich i Rosji, ciesząc się sławą wirtuoza wiolonczeli. Do grona jego uczniów należeli m.in. Hugo Becker, Wilhelm Fitzenhagen i Diran Alexanian.
Komponował utwory na wiolonczelę, w tym koncerty i kompozycje solowe. Opublikował pracę Hohe Schule des Violoncellspiels (Lipsk 1891). Zredagował i częściowo uzupełnił Koncert wiolonczelowy B-dur Luigiego Boccheriniego. Jego brat Leopold Grützmacher (1835–1900) również był wiolonczelistą.